# Jovan
Jovan je priimek v tujini in Sloveniji, ki ga je po podatkih Statističnega urada Republike Slovenije na dan 1. januarja 2010 v Sloveniji uporabljalo 237 oseb.

## Znani slovenski nosilci priimka
- Ljubo Jovan (*1972), kineziolog
- Matej Jovan (*1970), alpski smučar
- Borut Jovan, kuhar

## Znani tuji nosilci priimka
- Ekzarh Jovan (9. - 10. st.), največja osebnost starobolgarske književnost
- Djoko Jovan (*1917), generelpolkovnik JLA
- Nenad Jovan (?—1527), voditelj Srbov v Banatu in Bački v prvi polovici 16. stoletja
- Uglješa Jovan (?—1371), srbski despot